# Код: Лондон
„Код: Лондон“ (на английски: London Has Fallen) е американско-британско-български филм от 2016 година, екшън трилър на режисьора Бабак Наджафи по сценарий на Крейтън Ротенбъргър, Катрин Бенедикт, Чад Сейнт Джон и Крисчън Гъдегаст.
Филмът е продължение на „Код: Олимп“ („Olympus Has Fallen“, 2013). В центъра на сюжета са опитите за предотвратяване на готвена терористична акция в Лондон по време на погребение на починал британски министър-председател. Главните роли се изпълняват от Джерард Бътлър, Арън Екхарт, Морган Фрийман, Алон Абутбул, Анджела Басет и Робърт Форстър.